# Rui Bandeira
Rui Pedro Neto de Melo Bandeira (Nampula, Moçambique, 25 de julho de 1973) é um cantor português.

## Biografia
Rui Bandeira nasceu no então território colonial português de Moçambique, em Nampula, a 25 de julho de 1973. Veio para Portugal com apenas 2 anos de idade.
Deu seus primeiros passos na música aprendendo a tocar teclados numa escola de música em Odivelas, mal tinha feito oito anos. Por volta dos 15, aderiu à Igreja Maná e começou a compor as suas primeira canções dentro da igreja. Nos 10 anos seguintes, até 1997, foram lançados quatro álbuns, sendo dois de uma banda de que foi fundador e os dois últimos já a solo. Em seguida conheceu Jorge do Carmo, com quem começou a trabalhar num novo disco mais ambicioso. Juntos mandaram várias músicas ao Festival RTP da Canção.
No ano de 1999, venceu o 36º Festival RTP da Canção com o tema "Como Tudo Começou", com produção de Jorge do Carmo. Representou Portugal no Festival Eurovisão da Canção desse mesmo ano, realizado em Jerusalém, Israel.
Seu primeiro disco de projecção nacional foi o álbum Como Tudo Começou, que foi editado em março de 1999 pela Vidisco.
Nesse ano ainda representou Portugal, a convite da RTP, no Festival Internacional do Cairo, no Egipto, onde ficou em 4º lugar entre 32 países, tendo a sua interpretação de “Make this World”, de Jorge do Carmo e Tó Andrade, garantido a melhor posição entre os países europeus.
O álbum Mais foi editado no ano de 2000. "Mais (Eu Te Dou)", que tem letra de João Baião, foi o primeiro single. Em 2001, lançou o álbum Magia do Amor, que inclui um dueto com Tiago. Já em 2003, participou no programa televisivo Academia dos Famosos, da TVI, e lançou a compilação Momentos, com cinco temas inéditos e 10 temas dos seus primeiros trabalhos.
O álbum "Destino" foi lançado em 2004. O disco tem vendas superiores a 10 mil unidades e Bandeira recebeu pela primeira vez o galardão de Disco de Prata. Este trabalho inclui um dueto com o tenor português Carlos Guilherme.
O ano de 2005 foi marcado por aquele que seria o último álbum pela etiqueta Vidisco: Duas Vidas. Em 2006 mudou para a editora Espacial e voltou a trabalhar com Jorge do Carmo. O resultado foi o álbum Só Deus Sabe. Também em 2006 decorrem na terra que viu Rui Bandeira nascer para a música (Corroios, no Seixal) as gravações do seu primeiro DVD, que seria editado no ano seguinte. O DVD Ao Vivo foi baseado em temas do álbum Só Deus Sabe e incluiu também três temas de outros álbuns. Assim, em 2007 foi lançado o álbum Ao Vivo.
Em abril de 2009 foi editado o álbum O Nosso Amor. Desse álbum destacam-se os temas "Deus Abençoou o Nosso Amor", "Vou Embora Mas Vou Feliz" e as baladas "Sei Que Não Vais Esquecer" e "Esquece o Que Aconteceu".
No ano de 2010, foi editado o álbum Um Dia Vais Voltar. No mesmo ano lançou um álbum duplo com DVD do concerto realizado no Coliseu do Porto. Já em 2011, lançou o disco ao vivo Coliseu. Em 2012, foi editado o álbum Chegou a Hora. Segue-se em 2013 o álbum Sempre a Pensar em Vocês.
A Vidisco lançou em 2014 a compilação 15 Anos. Em 2015, foi editado o disco Sente. Em 2017, foi lançado o CD Tudo Por Amor.

## Discografia

### Álbuns de estúdio
- 1999 - Como Tudo Começou (Vidisco)
- 2000 - Mais (Vidisco)
- 2001 - Magia do Amor (Vidisco)
- 2004 - Destino (Vidisco)
- 2005 - Duas Vidas (Vidisco)
- 2006 - Só Deus Sabe (Espacial)
- 2009 - O Nosso Amor (Espacial)
- 2010 - Um Dia Vais Voltar (Espacial)
- 2012 - Chegou a Hora (Vidisco)
- 2013 - Sempre a Pensar em Vocês (Vidisco)
- 2014 - 15 Anos (Vidisco)
- 2015 - Sente (Vidisco)
- 2017 - Tudo Por Amor (Vidisco)
- 2018 - Sonho Estar Contigo (Espacial)

### Compilações
- 2003 - Momentos (Vidisco)

### Ao vivo
- 2007 - Ao Vivo (Espacial)
- 2011 - Coliseu  (Espacial)